# Vendetta (Ensi)
Vendetta è il primo album in studio del rapper italiano Ensi, pubblicato il 12 aprile 2008 da La Suite Records.

## Descrizione
Le produzioni sono affidate a diversi esponenti della scena underground e non, come Rayden, DJ Double S, DJ Shocca e Big Fish. Alle collaborazioni partecipano gli altri membri dei OneMic, ossia Rayden e Raige, che mette in mostra le sue doti di cantante nei ritornelli dei pezzi In aria e Non credere. Zuli partecipa nella traccia Landa, e dà all'album anche un tocco di reggae. Collabora anche il fratello minore di Ensi, Lil' Flow, che è al suo secondo brano in carriera (il primo era su C.A.L.M.A. di Rayden).
Il brano Non è un arrivederci contiene un campionamento di Cient'Anne di Mario Merola, mentre il brano E.N.S.I. contiene invece un campionamento di She's on Fire di Amy Holland della colonna sonora di Scarface.

## Tracce
1. Intro – 2:39
2. Vendetta – 4:20
3. Enzino Experience – 3:24
4. In aria (feat. Raige) – 3:44
5. E.N.S.I. – 4:00
6. In faccia (feat. Rayden) – 3:43
7. Occhi – 3:19
8. Jarro (feat. Raige & Rayden) – 3:44
9. Landa (feat. Zuli) – 4:24
10. No Competition – 4:24
11. Messaggi – 3:45
12. Il trio tenerezza (feat. Raige, Rayden & Lil' Flow) – 3:47
13. Non credere (feat. Raige) – 3:30
14. Zingari (feat. Hary) – 3:04
15. Street – 3:23
16. Sporco (feat. Killa Soul) – 4:40
17. Non hai chance (feat. Be4 & Cuba Club) – 4:32
18. Lei – 2:46
19. Non è un arrivederci – 4:20
20. Non puoi tirarmi giù – 3:52